# Argentinië op de Olympische Winterspelen 1972
Tijdens de Olympische Winterspelen van 1972 die in Sapporo werden gehouden nam Argentinië deel met twee sporters. Er werden geen medailles veroverd, de 30e plaats van Carlos Perner op het onderdeel slalomskiën was de beste prestatie van de Argentijnse atleten tijdens deze Winterspelen.

## Deelnemers en resultaten

### Alpineskiën
| Olympiër               | Discipline       | Resultaat | Prestatie                                              |
| ---------------------- | ---------------- | --------- | ------------------------------------------------------ |
| Jorge-Emilio Lazzarini | afdaling (m)     | 51e       | 2.08,29 (+16,86)                                       |
| Jorge-Emilio Lazzarini | reuzenslalom (m) | 38e       | run 1: 1.48,72 run 2: 1.54,96 totaal: 3.43,68 (+34,06) |
| Jorge-Emilio Lazzarini | slalom (m)       | 31e       | run 1: 1.10,45 run 2: 1.08,49 totaal: 2.18,94 (+29,67) |
| Carlos Perner (2)      | afdaling (m)     | 47e       | 2.03,69 (+12,26)                                       |
| Carlos Perner (2)      | reuzenslalom (m) | DNF       | opgave                                                 |
| Carlos Perner (2)      | slalom (m)       | 30e       | run 1: 1.08,72 run 2: 1.07,80 totaal: 2.16,52 (+27,25) |

Argentinië · Australië · België · Bondsrepubliek Duitsland · Bulgarije · Canada · Duitse Democratische Republiek · Filipijnen · Finland · Frankrijk · Griekenland · Groot-Brittannië · Hongarije · Iran · Italië · Japan · Joegoslavië · Libanon · Liechtenstein · Mongolië · Nederland · Nieuw-Zeeland · Noord-Korea · Noorwegen · Oostenrijk · Polen · Roemenië · Sovjet-Unie · Spanje · Taiwan · Tsjecho-Slowakije · Verenigde Staten · Zuid-Korea · Zweden · Zwitserland